# Der durstige Pegasus
Der durstige Pegasus ist eine deutsche Literaturveranstaltung. Sie findet seit 1976 im „Schwalbennest“ in der Leipziger Moritzbastei statt. Aufgrund ihrer ununterbrochenen Dauer und Regelmäßigkeit gilt sie als am längsten dauernde Literaturveranstaltung Europas.
Am 25. April 1976 erschien in der Leipziger Universitätszeitung ein Artikel von Jochen Wisotzki, der die erste Veranstaltungsreihe der Moritzbastei, den Literaturklub Der durstige Pegasus, beschrieb, und zur Teilnahme aufrief. Die Moritzbastei ist eine alte unterirdische Festungsanlage, die damals hauptsächlich in ehrenamtlicher Arbeit von Studenten freigelegt und für verschiedene Veranstaltungen nutzbar gemacht wurde. Ziel des Durstigen Pegasus war es danach, bei Fettbemme, sauren Gurken und Bier, die neueste Literatur, gestandene Autoren und Nachwuchsautoren vorzustellen. Es sollte nicht darum gehen, Ausgereiftes anzubieten, sondern zu provozieren – Zustimmung oder Widerspruch, auf jeden Fall aber Meinungen. Dafür wurden eigene Texte der Studenten gelesen, aber auch bekanntere Autoren wie Volker Braun oder Werner Heiduczek trugen vor. Die meisten Mitglieder des Klubs waren Kulturwissenschafts- und Journalistikstudenten.
Bereits kurz nach der Gründung der Lesebühne kam es anlässlich der Ausbürgerung Wolf Biermanns aus der DDR im November 1976 zu Unmutsbekundungen seitens der Zuhörerschaft des Durstigen Pegasus. Wolfgang Feyerabend, damals noch Student, formulierte damals: „Bleibe im Lande und wehre dich redlich“, wobei er extra betonte, den bekannten Spruch aus aktuellem Anlass leicht abgewandelt zu haben. Die Leitung der Lesebühne, zu dieser Zeit von der Freien Deutschen Jugend kontrolliert, unterband die Studentenproteste. Zu dieser Zeit arbeitete die spätere deutsche Bundeskanzlerin Angela Merkel als Kellnerin in dem Klub.
Bis 1982 hatte man auf der „Lesebühne schreibender Studenten und junger Arbeiter“ in 50 Veranstaltungen 100 Autoren vorgestellt. Im Laufe der Jahre wurden neben Autoren auch weitere Akteure des Literaturbetriebs, wie Verlage, Autorenvereinigungen oder Vertreter anderer Lesebühnen zu den Veranstaltungen eingeladen.
Seit 1987 ist Lutz Hesse, Bereichsleiter der Moritzbastei für die Sparte Theater/Literatur/Kunst, für die programmatische Ausrichtung der Lesereihe verantwortlich.
Der Pegasus hatte seit seiner Gründung verschiedene Moderatoren gesehen. Von 1999 bis 2010 moderierte Volly Tanner die Veranstaltung, 2010 übernahmen Elia van Scirouvsky und Norbert Marohn das Mikrofon. Seit 2020 moderiert Eileen Mätzold.